# Llewellyn Riley
Llewellyn Alexander Riley (ur. 17 września 1972 w Bridgetown) – barbadoski piłkarz występujący na pozycji napastnika.
W barwach Galway United wystąpił jeden raz w Ireland Premier Division, 22 października 2000 w przegranym 0:2 meczu z Cork City. Z kolei jako zawodnik Sligo Rovers zagrał sześć razy w Ireland First Division.
Wraz z zespołem Notre Dame SC zdobył pięciokrotnie mistrzostwo Barbadosu (2002, 2004, 2005, 2008, 2010).
W latach 1995–2005 występował w reprezentacji Barbadosu.